# Organización Africana de la Propiedad Intelectual

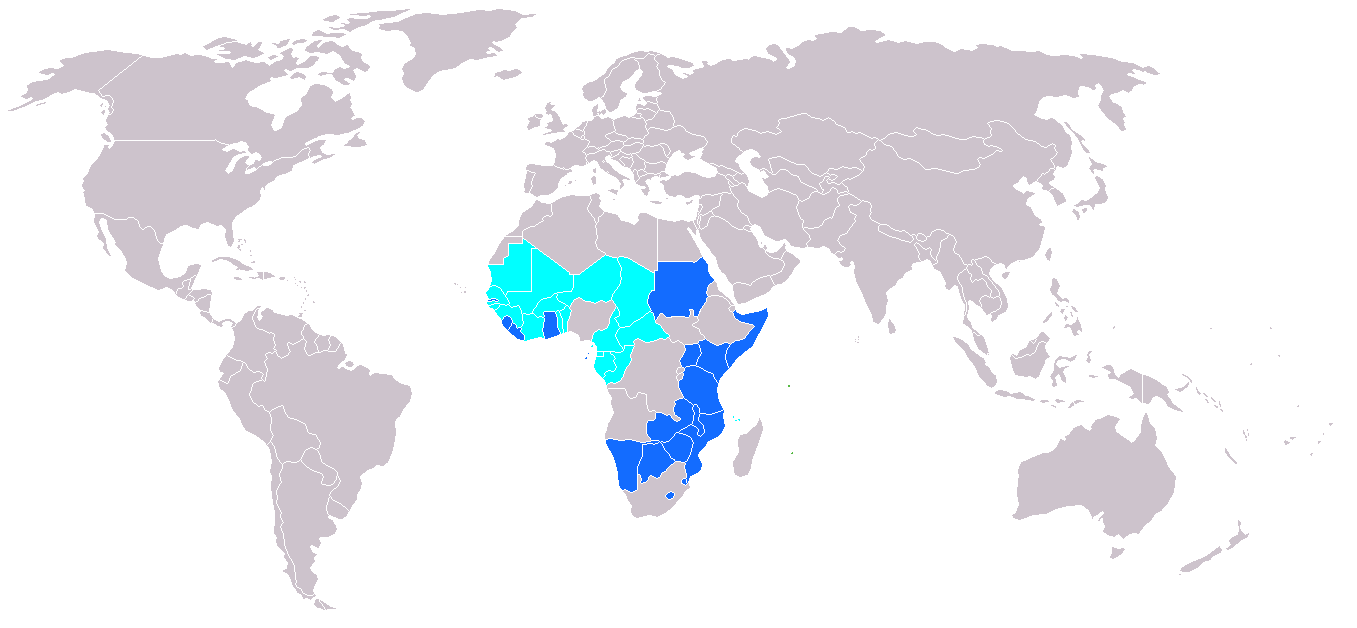
Miembros actuales de la OAPI en cian. Los azules son los estados ARIPO.

La Organización Africana de la Propiedad Intelectual u OAPI (originalmente en francés: Organisation Africaine de la Propriété Intellectuelle) es una organización regional en materia de propiedad intelectual, formada principalmente por países africanos de habla francesa, con sede en Yaundé, Camerún. La organización fue creada por el Acuerdo de Bangui del 2 de marzo de 1977, modificado posteriormente en 1999.
Hasta marzo de 2024, la OAPI poseía 17 estados africanos miembros.

## Historia
El 13 de septiembre de 1962, doce jefes de Estado y de gobierno de Estados africanos de habla francesas, principalmente, firmaron en Libreville, Gabón el acuerdo por el que se creaba la Oficina Africana y Malgache de la Propiedad Industrial (OAMPI), precedente de la OAPI. Dicho acuerdo fue revisado posteriormente en Bangui, República Centroafricana, el 2 de marzo de 1977 para crear la Organización Africana de la Propiedad Intelectual (OAPI) a través del Acuerdo de Bangui.

## Miembros
1. Benín (Adhesión al Acuerdo de Bangui: 19 de marzo de 1983[3])
2. Burkina Faso (1 de junio de 1983[3])
3. Camerún (8 de febrero de 1982[3])
4. República Centroafricana (8 de febrero de 1982[3])
5. Chad (5 de noviembre de 1988[3])
6. República del Congo (8 de febrero de 1982[3])
7. Costa de Marfil (8 de febrero de 1982[3])
8. Guinea Ecuatorial (23 de noviembre de 2000[3])
9. Gabón (8 de febrero de 1982[3])
10. Guinea (18 de enero de 1990[3])
11. Guinea-Bisáu (8 de julio de 1998[3])
12. Mali (30 de septiembre de 1984[3])
13. Mauritania (8 de febrero de 1982[3])
14. Níger (8 de febrero de 1982[3])
15. Senegal (8 de febrero de 1982[3])
16. Togo (8 de febrero de 1982[3])
17. Comoras (25 de marzo de 2013[4])

## Objetivos
El acuerdo de Bangui otorga a la OAPI las siguientes responsabilidades:
1. Poner en ejecución y aplicar los procedimientos administrativos comunes derivados de un régimen uniforme de protección de la propiedad industrial y de las estipulaciones de los convenios internacionales en ese campo a los que los Estados miembros de la Organización se hayan adherido, y de prestar servicios en relación con la propiedad industrial;
2. Contribuir a la promoción de la protección de la propiedad sobre las obras literarias y artísticas en tanto que expresión de los valores culturales y sociales;
3. Fomentar la creación de organismos de autores nacionales en los Estados miembros en los que esos organismos no existan;
4. Centralizar, coordinar y difundir la información de toda índole relativa a la protección de la propiedad sobre las obras literarias y artísticas, y comunicarla a todos los Estados miembros del presente Acuerdo que la soliciten;
5. promover el desarrollo económico de los Estados miembros, en especial mediante una protección eficaz de la propiedad intelectual y de los derechos conexos;
6. Garantizar la formación en materia de propiedad intelectual;
7. Realizar cualquier otra misión relacionada con su objeto que le puedan encomendar los Estados miembros;
8. Promover la innovación tecnológica y la creatividad;
9. Promover la protección de las indicaciones geográficas;
10. Promover la protección de las expresiones culturales tradicionales;
11. Promover la protección de los conocimientos tradicionales.

## Estructura orgánica
La organización cuenta con tres órganos: el Consejo de Administración; la Comisión Superior de Recursos; y la Dirección General.

### Consejo de Administración
El Consejo de Administración está formado por representantes de los Estados miembros de la OAPI. Entre sus funciones se incluyen la elaboración de reglamentos para la implementación del Acuerdo, el establecimiento del reglamento financiero y las tarifas a pagar, la supervisión de la implementación del reglamento y la creación de comités ad hoc sobre temas específicos. También deberán elaborar normas apropiadas para la aplicación de seis tratados y acuerdos internacionales que todos los Estados miembros han acordado suscribir en virtud de los Acuerdos. Las sesiones oficiales del Consejo Administrativo se celebran anualmente, aunque se pueden convocar sesiones no oficiales en cualquier momento para abordar cuestiones urgentes. El consejo está encabezado y presidido por un presidente.

### Comisión Superior de Recursos
La Comisión Superior de Recursos está compuesta por tres miembros seleccionados mediante sorteo de una lista de representantes designados por los Estados miembros. Entre sus funciones se incluyen resolver recursos de apelación contra denegaciones de solicitudes de títulos de protección de propiedad industrial, desestimaciones de solicitudes de mantenimiento o ampliación de plazos de protección, desestimaciones de solicitudes de restitución y decisiones sobre la oposición al registro de una denominación. 

### Director general
El director general es responsable del trabajo ejecutivo y de las actividades diarias de la organización. Implementa las decisiones del Consejo de Administración y otras tareas que surjan de las disposiciones del acuerdo.  
El actual director general de la OAPI es Denis Loukou Bohoussou.

## Derechos previstos
El Acuerdo de Bangui cubre patentes,  modelos de utilidad,  marcas,  derechos de diseño industrial,  nombres comerciales,  indicaciones geográficas,  derechos de autor,  competencia desleal,  diseños de circuitos integrados y variedades vegetales. 